# Ammi Moussa
Ammi Moussa, (en arabe : عمي موسى, traduction française du nom arabe : Mon Oncle Moussa) est une commune algérienne. Située à 71 km du chef-lieu de la wilaya de Relizane, elle s'étend sur 173,55 km2 et compte 11 258 habitant en 1987 et 28 962 habitants en 2000. Elle est le chef-lieu d'une daïra depuis 1987, qui regroupe les communes d'El Oueldja, Ouled Aiche et El Hassi. Un marché local assez important se tient tous les jeudis depuis 1880.

## Géographie

### Relief
La région d'Ammi Moussa occupe la partie Ouest de la chaîne de montagne de Ouarsenis, un oued important : Oued Riou naît sur le massif de l'Ouarsenis, traverse au sens d’écoulement sud vers le nord-ouest Aïn Tarek et Ammi Moussa, il rejoint Oued Tleta aux environs de Ouled Moudjeur avant de finir dans le barrage Guergar inauguré en 1985. Son territoire a une altitude moyenne de 150 m par rapport au niveau de la mer, est occupé par 35 % de zones montagneuses, 13 % de collines, 15 % de plaines, 10 % de plateaux, 15,82 % de forêts et seulement 9,18 % d'urbanisme.

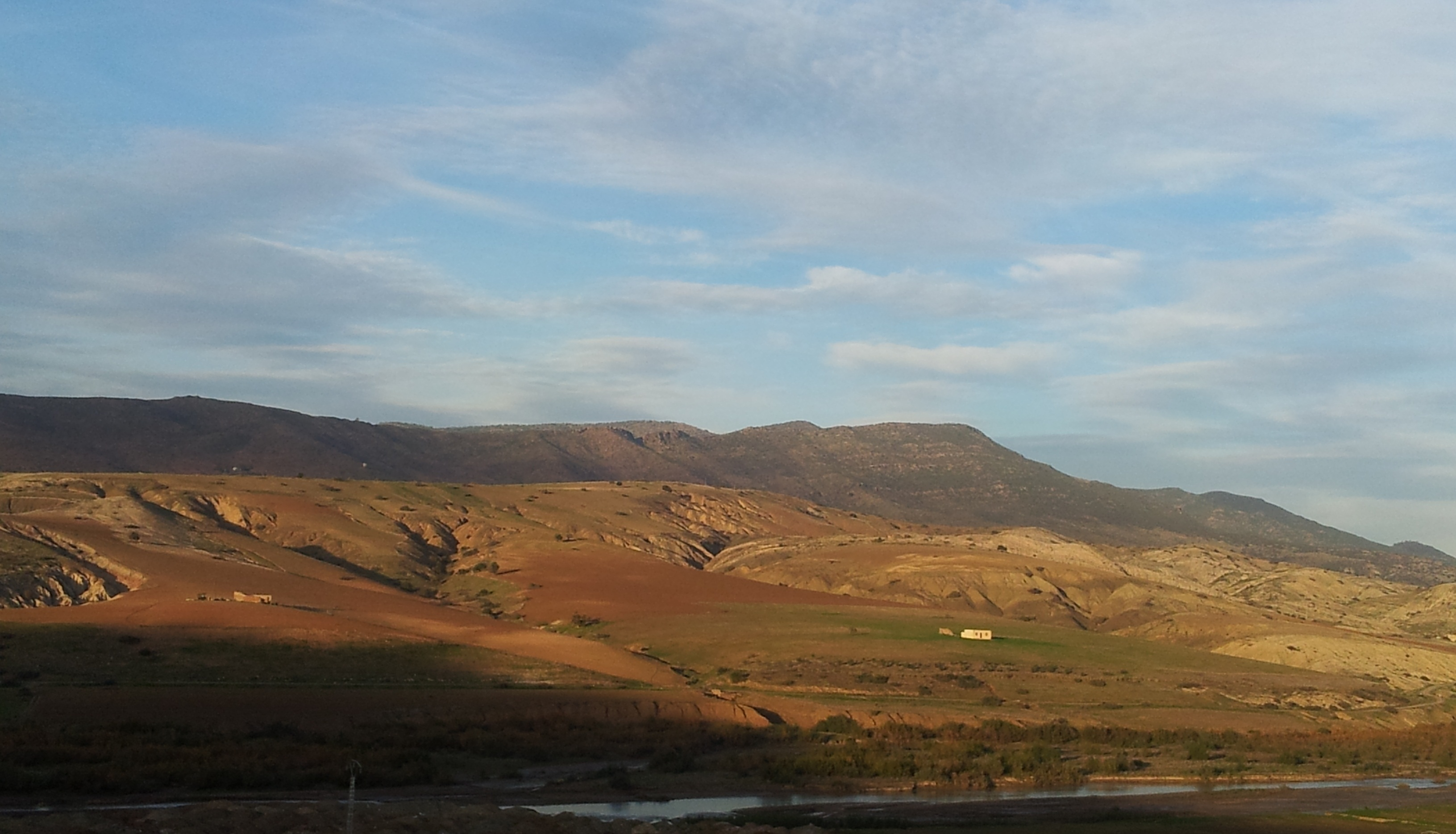
Djebel Mezoudj qui culmine à 855 m, région de Ouled Moudjeur au nord d'Ammi Moussa.
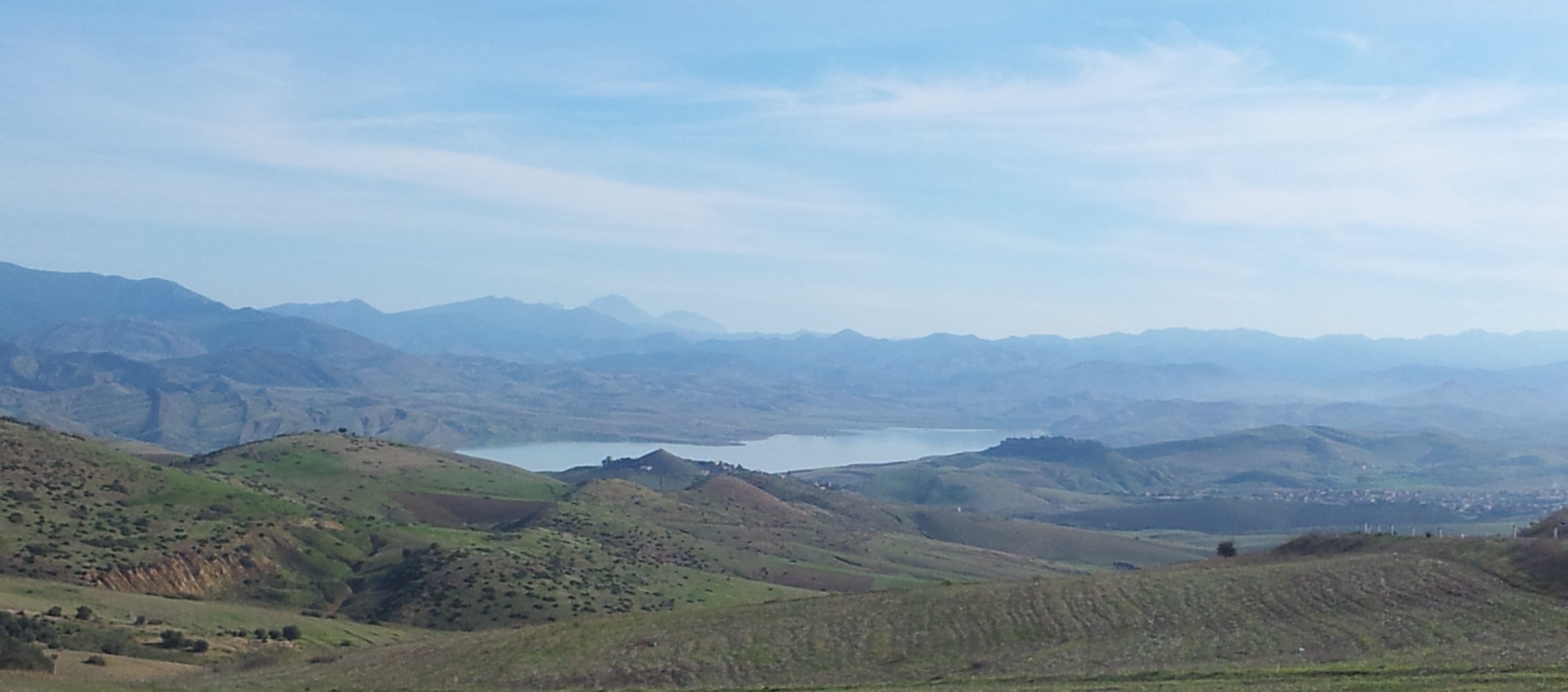
Barrage Gargar entre Ammi Moussa & Oued Rhiou. À l'arrière plan le massif de l'Ouarsenis.
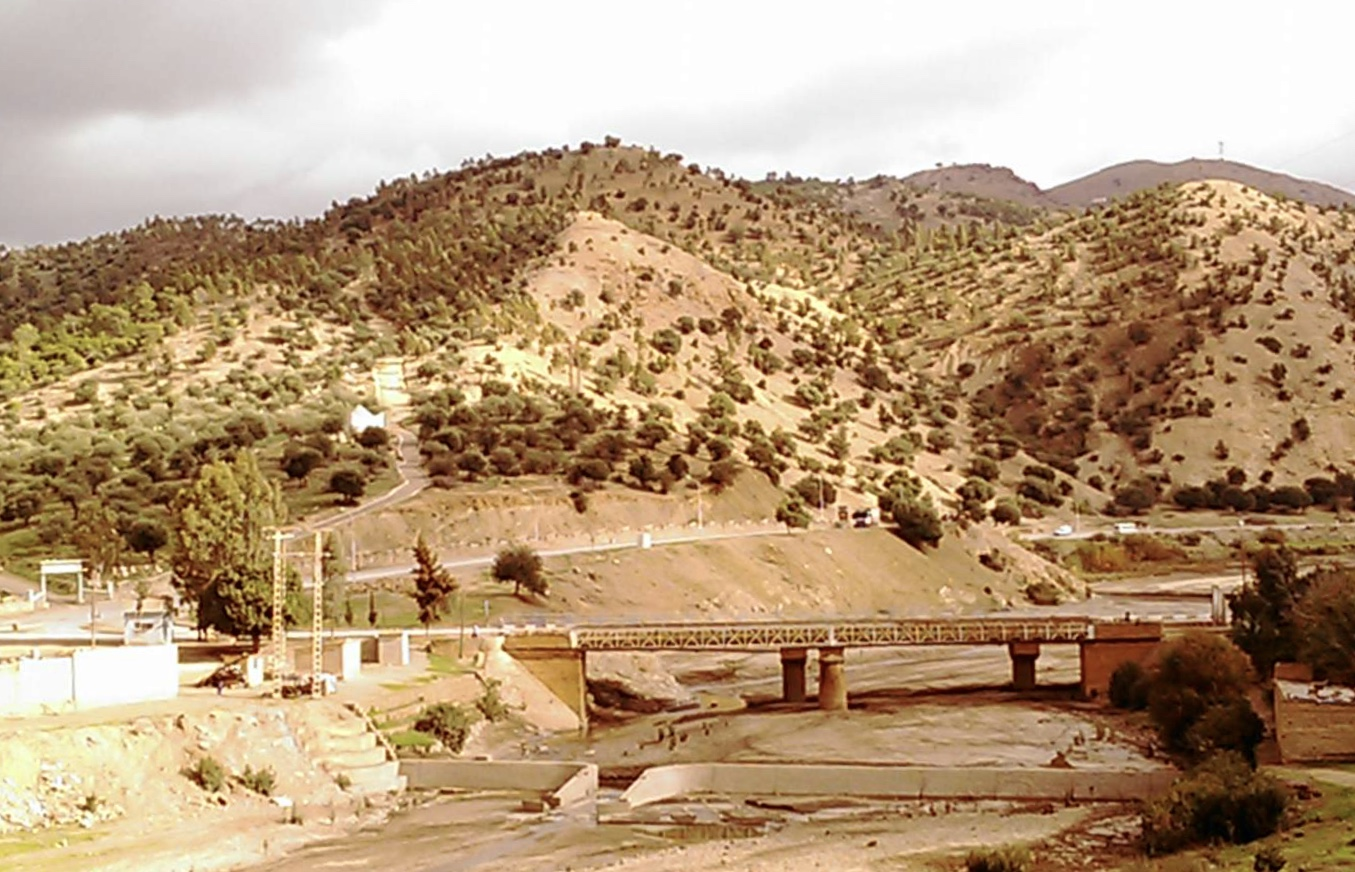
Ammi Moussa, vue générale, le pont sur le Oued Riou et le cimetière du marabout Sidi Amara le saint patron local.

### Climat
Le climat est semi-aride. La température moyenne annuelle est de 29 °C. En été, elle peut augmenter jusqu’à 40 °C et en hiver elle descend parfois jusqu’à 4 °C. La pluviométrie se situe entre 400 mm et 600 mm par an ; elle est généralement concentrée dans le temps, ce qui entraîne des crues spectaculaires.

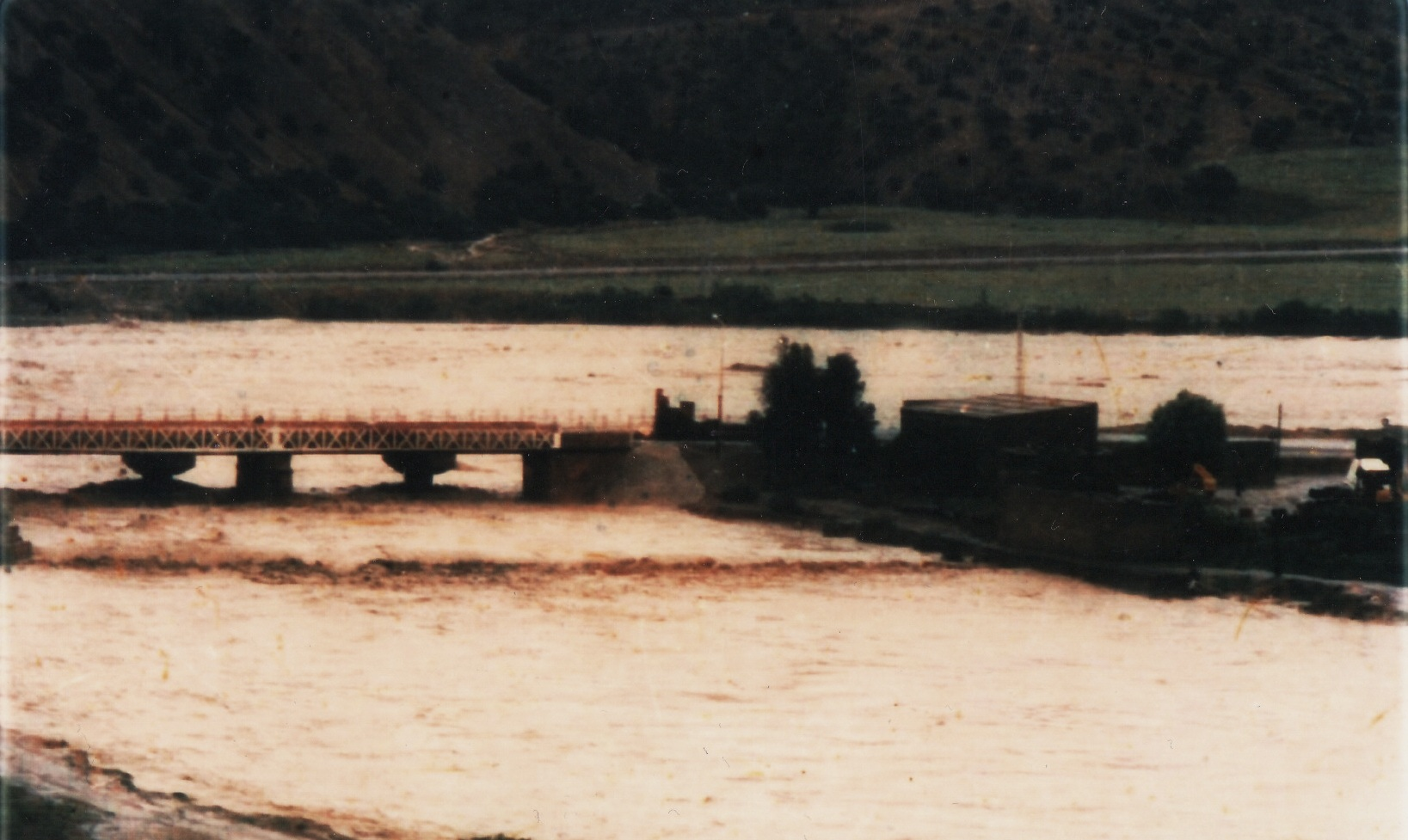
Grande crue de Oued Riou à Ammi Moussa.
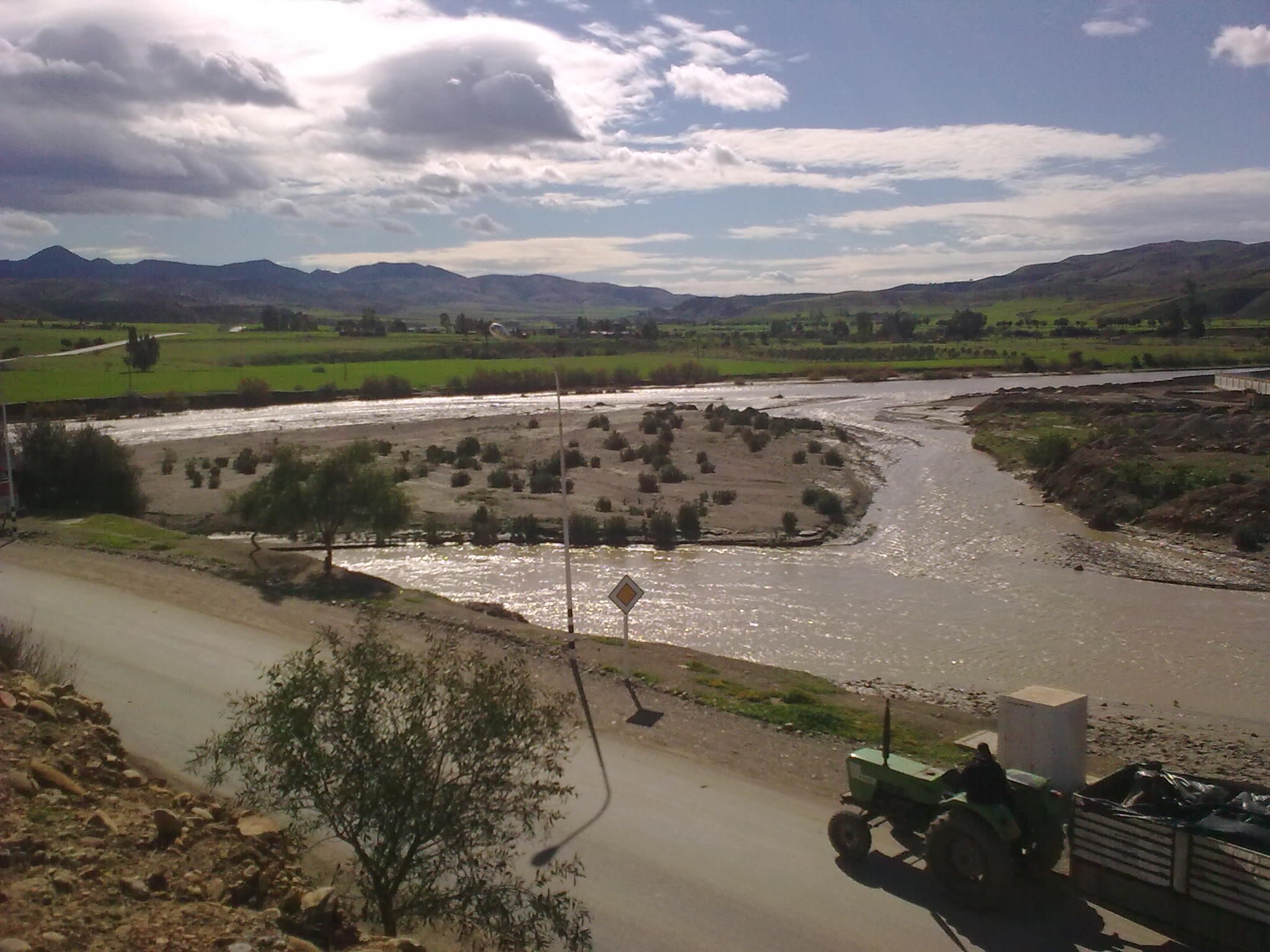
Une autre vue de la grande crue de Oued Riou à Ammi Moussa.

### Communes limitrophes
| Oued Rhiou  | El Ouldja   | Had Echkalla |
| Lahlef      | Ammi Moussa | Ramka        |
| Ouled Aiche | Aïn Tarek   | Souk El Had  |

## Histoire

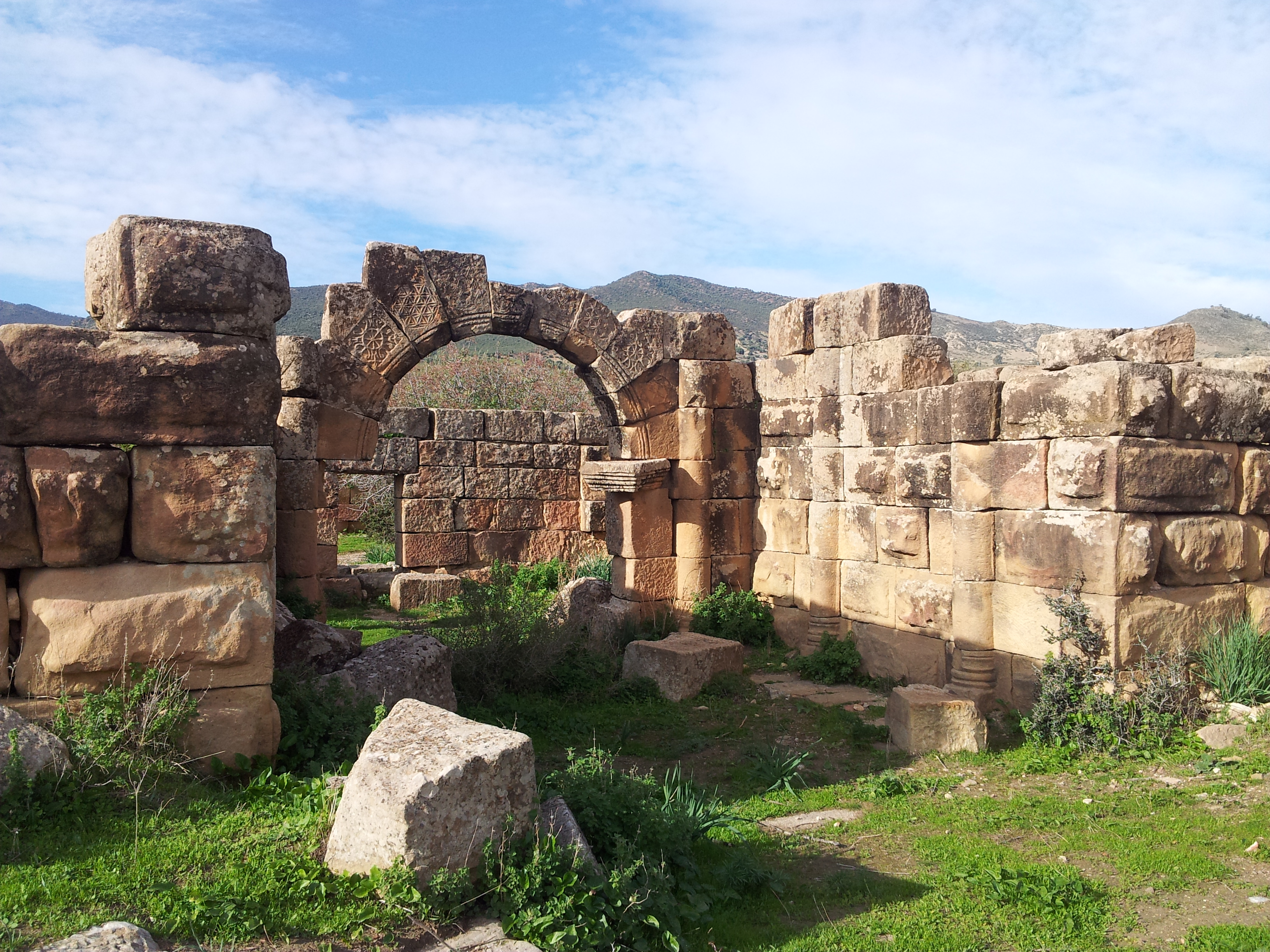
Entrée principale d'un palais en ruines Ksar El Kaoua à 10 km au nord d'Ami Moussa, datant de la période romaine

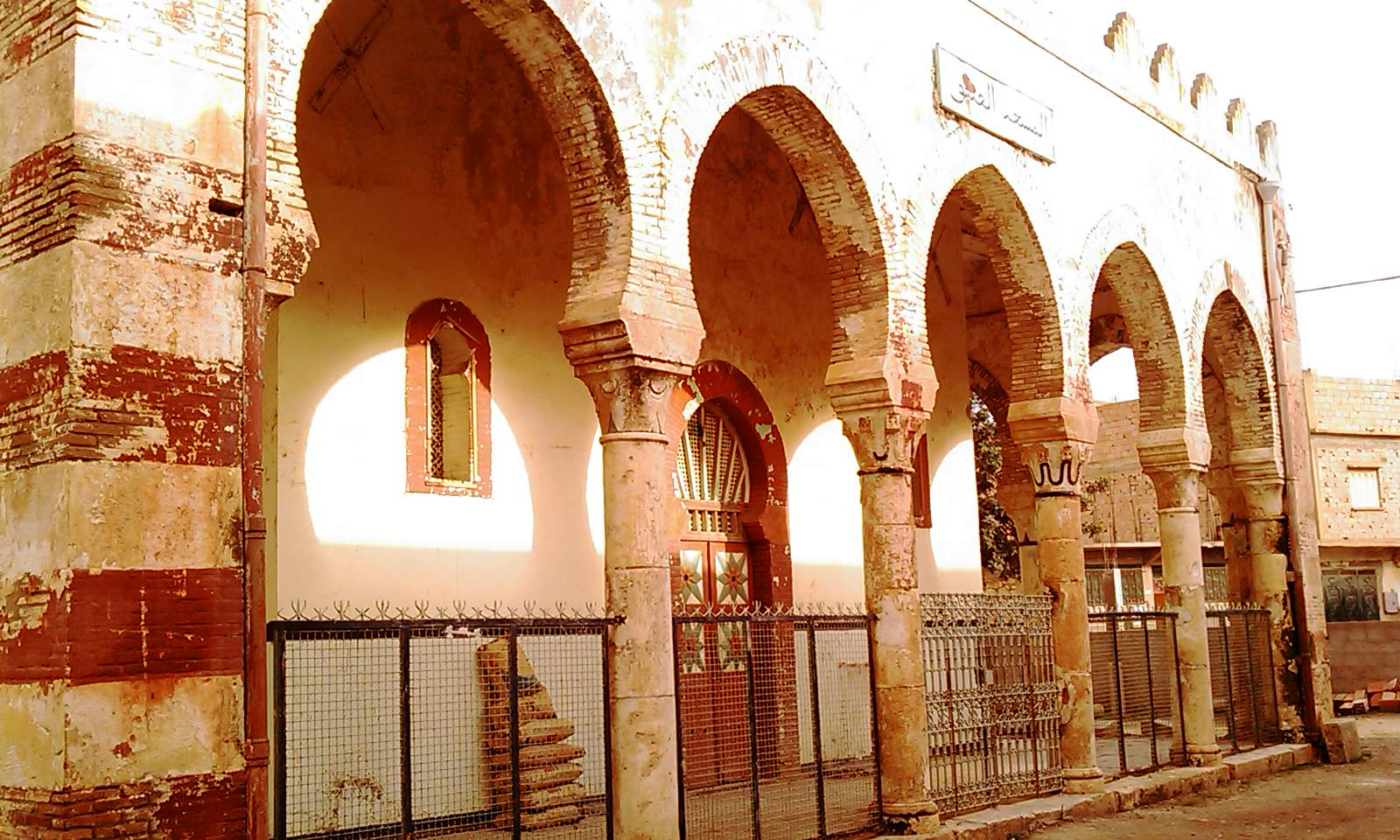
Vieille Mosquée d'Ammi Moussa de style architectural hispano-mauresque datant du xixe siècle.

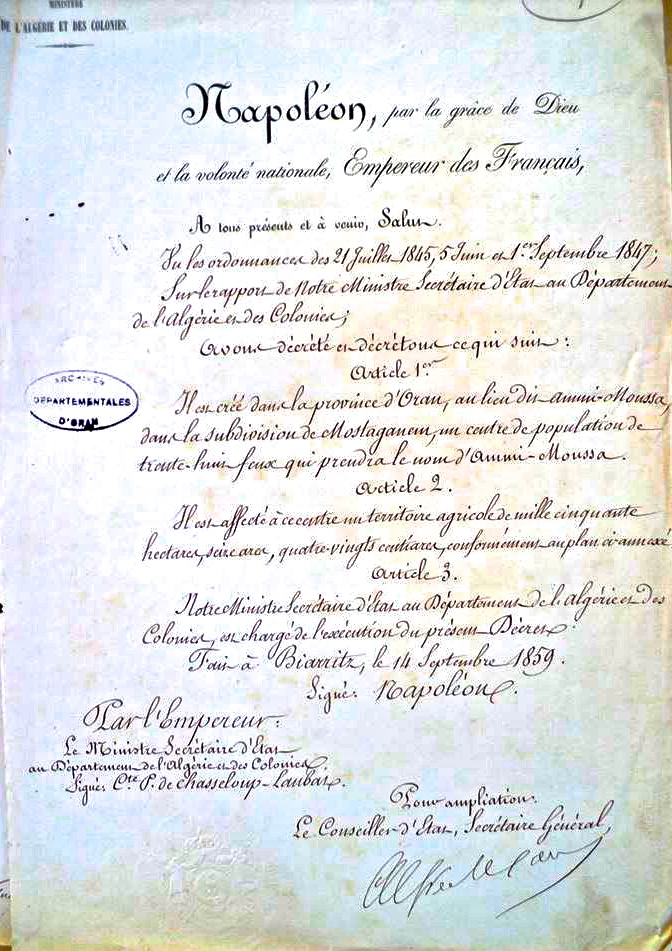
Acte de la création de la commune mixte d'Ammi-Moussa, autour de 23 douars de Beni-Ouragh, document signé par Napoléon III, le 14 septembre 1859 à Biarritz, France.

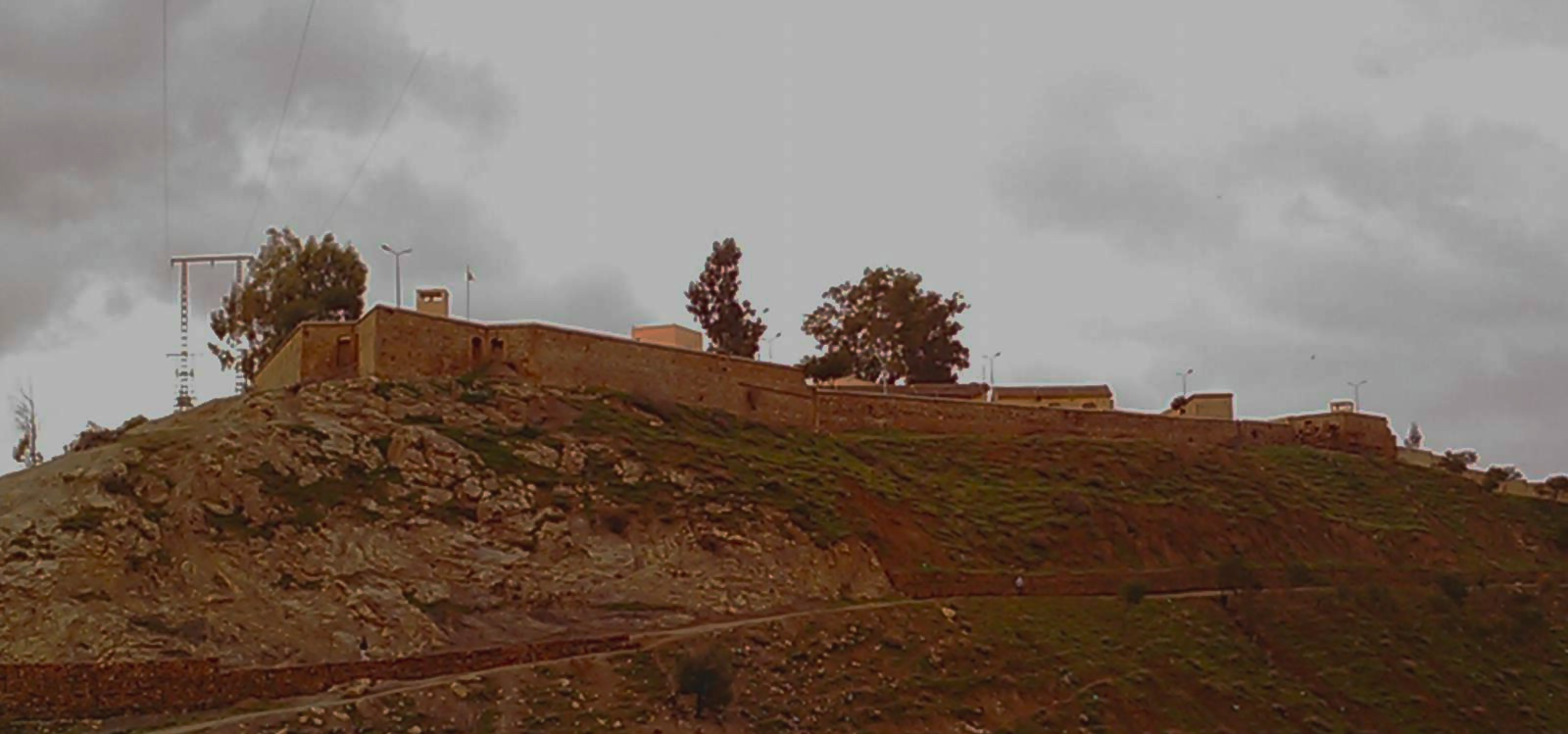
Fort La Redoute, construit en 1865 et puis caserne de l'armée française durant toute la période de la colonisation. Actuellement caserne militaire de l'ANP depuis 1995

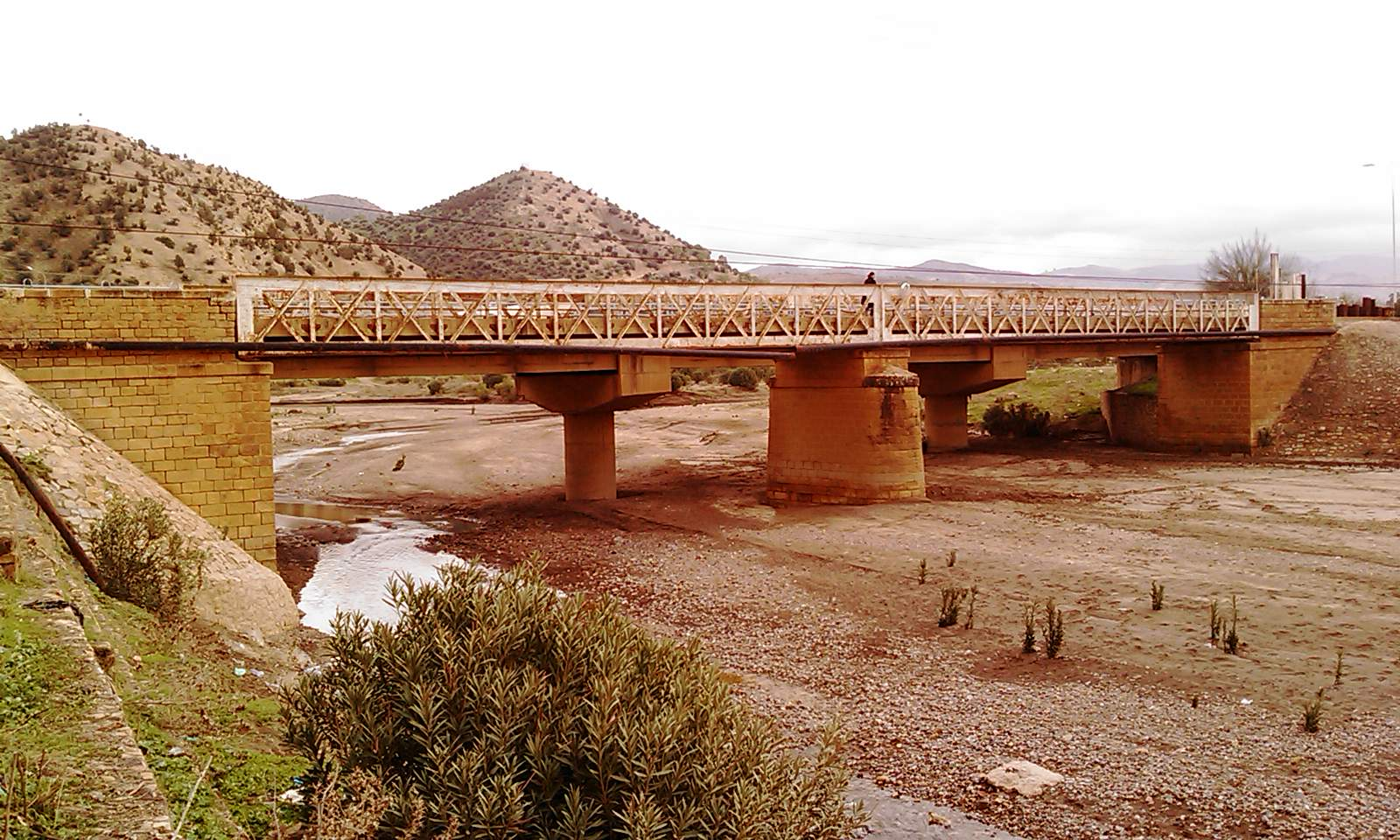
Pont de l'Oued Riou ou Pont de Sidi Amara, construit en 1888 par les établissements de construction métallique Daydé & Pillé (Creil). Le pont est fermé depuis plusieurs années pour la circulation automobile, il est utilisé seulement comme passage pour les piétons.

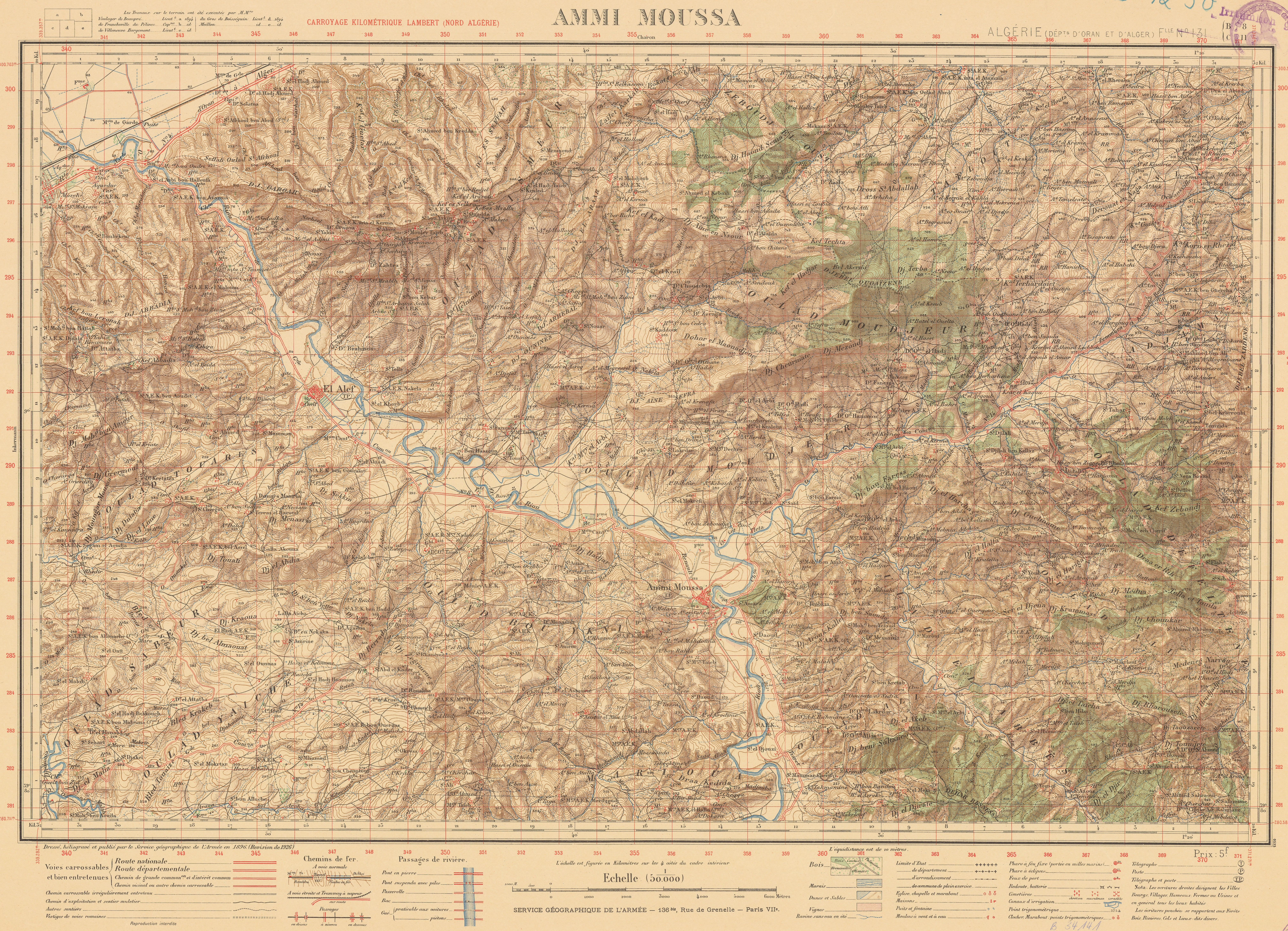
Carte géographique d'Ammi Moussa et sa région durant la colonisation française en 1896.

### Préhistoire et antiquité
Son territoire est riche en vestiges archéologiques datant, pour la plupart, de la préhistoire et la période romaine. Des restes mégalithiques à Menkoura, gravures rupestres dans les environs de Bourak'ba et l'Ouarsenis, totémisme berbère préhistorique correspond au culte superstitieux du sanglier à Sidi Bou Halloufa.
L'antique Mazices où les romains, ont édifié des forteresses, l'une d'elles la célèbre Ksar El Koua, située à quelques kilomètres d'Ami Moussa, pour sécuriser les convois de blé venant de la plaine du Sersou (grenier de blé), vers les comptoirs installés sur la côte.

### Époque du royaume Zianide
Au début du XIVe siècle, le sultan Hammou Moussa El-Ziani, de la dynastie des Zianides, a maté un soulèvement des tribus Arabes, et, ce n’est qu’en 1314 qu’il a fondé la première agglomération, appelée Ksar Hamou Moussa, d’où le nom de la ville de « Hamou Moussa », qui est devenue plus tard « Ammi Moussa », son appellation actuelle.
À la fin du XIVe siècle, le royaume Zianide retrouva quelque importance avec Abou Hammou Moussa, mais avec les premières années du XVe siècle, le royaume connait un déclin certain. En 1511, les Zianides se soumettaient à la souveraineté des Espagnols établis à Oran. La dynastie Zianide succomba elle-même aux Turcs Ottomans, en 1555 dépendant désormais du beylik d'Oran.

#### Tradition orale
D'après la tradition orale, les habitants de cette région disaient «Ammi Moussa», lorsqu'il y avait abondance des cultures ; mais dès que la sécheresse frappait la région, ils se fâchaient et lançaient le sobriquet « Laâma Moussa, Moussa le borgne » (il faut signaler que le souverain zianide était demi aveugle).

### Époque coloniale francaise
Occupée par les Français en 1840 pour commander la vallée de l'Oued Riou et protéger la pleine du Chélif, ce point a une assez grande importance stratégique. Les Beni-Ouragh de la région d'Ammi Moussa ont prêté allégeance à l’Émir Abdelkader ; ils font une résistance énergique aux colonisateurs français et prennent une part active à la révolte de 1864 matée par le général Émile Mellinet.
Commune mixte créée autour de 23 douars de Beni-Ouragh, le 14 septembre 1859 par Napoléon III. Près de  fort La Redoute qui fut bâti en cet endroit sous le commandement du maréchal Aimable Pélissier et inauguré par Napoléon III en 1865, il s'est groupé un certain nombre d'Européens qui bientôt ont formé un petit village de 435 habitants, intégrée dans le  département d'Oran, arrondissement de Mostaganem. Commune en plein exercice le 18 mars 1871, supprimée en 1957, après 1958, elle fait partie du nouveau département de Mostaganem et de l'arrondissement de Inkermann. Elle comptait 1949 habitants en 1959.

### Guerre d'Algérie

#### Débuts
Au début de l’insurrection, Ammi Moussa comptait déjà une forte concentration d'unités de l'armée française dont la caserne La Redoute, l'une des plus importantes du corps d'armée d'Algérie, qui abrite la grande artillerie la 3/24e, la 2e compagnie du 93e régiment d'infanterie. L'Unité a pour mission de contrôler la wilaya de Relizane et la valée du Chélif, et de combattre  dans les monts de l'Ouarsenis. Un détachement de l'ALAT quasi permanent dans la région, le peloton mixte avions-hélicoptères de la 5e DB.
La proximité des monts de l'Ouarsenis où se trouvaient les maquis de la wilaya IV a fait que de nombreuses batailles se sont déroulées dans la région entre l'armée françaises et les katibas de l'ALN.

#### Attentat du 6 février 1956
Malgré l’impressionnant dispositif militaire mis en place par les autorités coloniales, les combattants de l'ALN de la wilaya IV, ont réussi à déjouer la vigilance de l'armée française en perpétrant un attentat en plein jour par un commando composé de jeunes d'Ammi Moussa, ciblant plusieurs commerces appartenant aux colons, surtout les administrations, dont le centre des PTT et le bureau des recettes situé non loin de la caserne militaire.
En représailles, les unités de l'armée française ont riposté, touchant toute la population. Le bilan de ces représailles, perpétrés le 16 février suivant[réf. souhaitée], est de 90 morts, plusieurs blessés et plus d'une centaine d'arrestations. Un odonyme local, « rue du 16-Février », rappelle cet événement[réf. souhaitée].

#### Plan Challe
Durant le plan Challe entre 1959 et 1961, la région d'Ammi Moussa a été marquée par des combats meurtriers et l'intensification des opérations de ratissage dans les maquis de l'ALN de Djebel Bourak'ba, Ouarsenis, Menkoura et Cherrata, avec l'utilisation massive de l'armement lourd, notamment l’artillerie, les blindés, l’aviation, utilisation du napalm sur les forets avoisinantes et des renforts de régiments parachutistes.

### Époque de l'Algérie indépendante
L'ancienne caserne coloniale " La Redoute " inoccupée entre 1962 et 1994, redevenue caserne militaire de l'ANP en 1995, d'une grande importance qui dépend de la 2e région militaire, ses unités ont joué un rôle important durant la guerre civile algérienne dans la lutte contre les maquis islamistes du GIA basés dans les montagnes boisées de Bourak'ba, Ouarsenis, Menkoura et Cherrata.

## Démographie

### Ethnographie

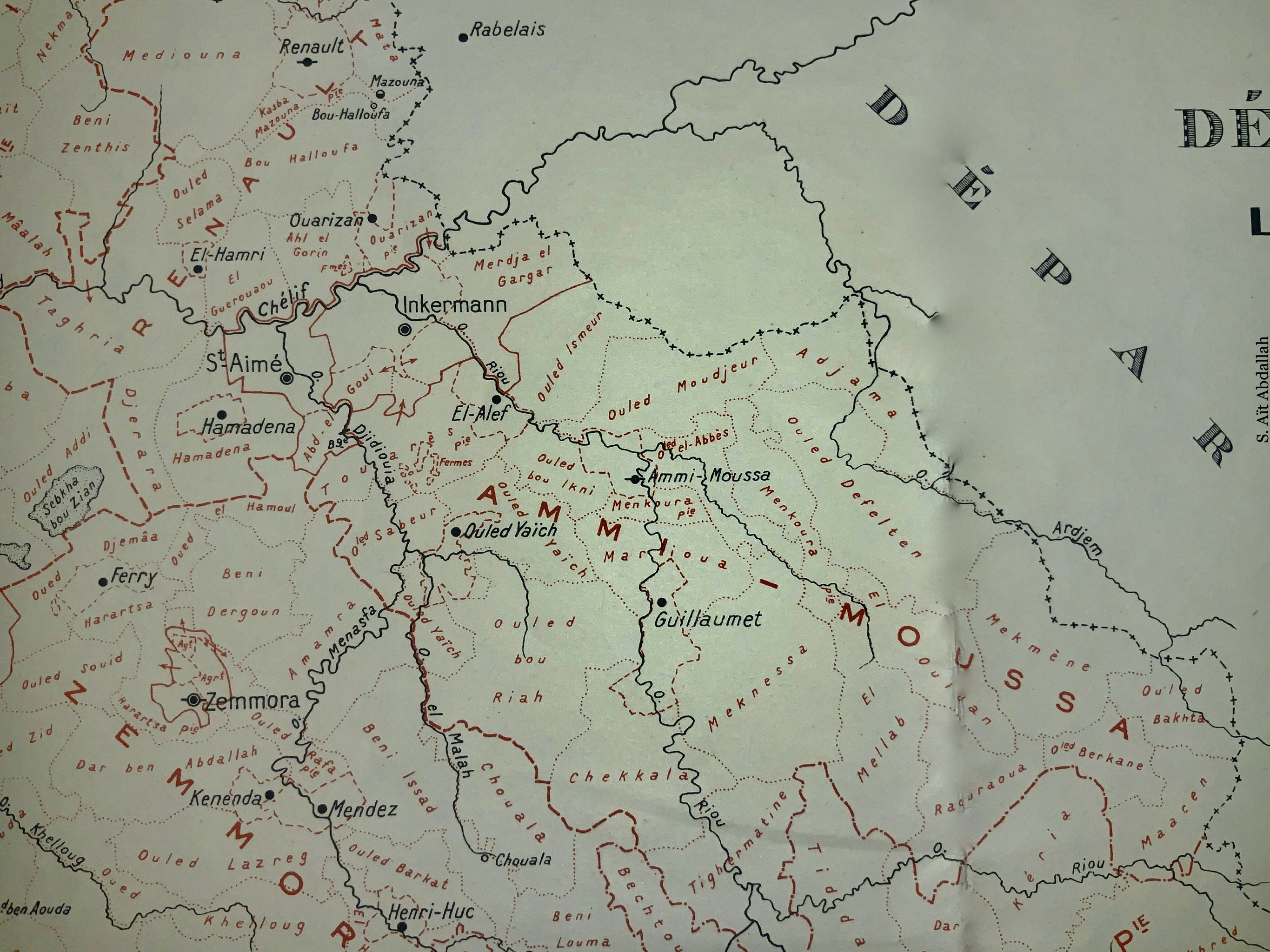
Cartographie des 23 âarch de la tribu de Beni-Ouragh, région d'Ammi-Moussa (1940).

La population de cette région est de souche berbère, issue de la grande tribu de Beni-Ouragh qui se compose de 23 âarch, ayant conservé des mœurs et des institutions analogues à celles des Kabyles du Djurdjura  et qui compte en son sein plusieurs fractions. Actuellement ces fractions dépendent administrativement de plusieurs communes de compétence territoriale de trois wilayas (Relizane – Tissemsilt – Tiaret).

### Population
| 1962 | 1987 | 1998 | 2008   |
| ---- | ---- | ---- | ------ |
| -    | -    | -    | 28 962 |

## Transport
- N90
- W14

## Sport
- ARAM : Amel riadhi ammi moussa est club de football local Fondée en 1936 .

## Ammi Moussa dans la littérature
Dans un roman d'anticipation de Jules Verne, intitulé Hector Servadac Voyages et aventures à travers le monde solaire, paru en 1877, l'auteur cite le nom de Ammi Moussa et celle de la tribu de Beni-Ouragh dans un passage dont voici l’extrait : 

« Après avoir contourné la petite baie créée nouvellement par la rupture de la rive, le capitaine Servadac retrouva la berge du fleuve, précisément en face de la place qu’aurait dû occuper la commune mixte d’Ammi-Moussa, l’ancienne Khamis des Béni-Ouragh. Mais il ne restait pas un seul vestige de ce chef-lieu de cercle, ni même du pic de Mankoura, haut de onze cent vingt-six mètres, en avant duquel il était bâti. Ce soir-là, les deux explorateurs campèrent à un angle qui, de ce côté, terminait brusquement leur nouveau domaine. C’était presque à l’endroit où aurait dû se trouver l’importante bourgade de Memounturroy, dont il n' y avait plus aucune trace. »

## Personnalités liées à la commune
- Albert Soboul, historien français, spécialiste de la Révolution française et de Napoléon, né à Ammi Moussa en 1914.
- Mohamed Hirèche, un des principaux acteurs de l’avènement du système éducatif à Oran , né à Ammi Moussa en 1914.
- Gérard Ségura, instituteur de formation, membre du Parti Socialiste et ancien maire d'Aulnay-sous-Bois. (France), né à Ammi Moussa en 1948.
- Nouria Kazdarli, actrice algérienne, né à Ammi Moussa en 1921.
- Mohammed Besnaci, docteur de l'Université Lumière Lyon II, membre du centre de recherche CRTT, traducteur, poète, professeur et écrivain, né en 1982 à Ammi Moussa
- Boudalia Djilali, Contrôleur Général de police, Directeur des Renseignements Généraux de la police algérienne, Ministère de l'intérieur de la République Algérienne, de 2013 à 2018. Auteur de plusieurs décorations et insignes, distingué par le Conseil des Ministres Arabes "Meilleur Policier Arabe" (Tunisie, 2015). Il est né en 1966 à Ammi Moussa.